# Дюнс Сити (град, Орегон)
Дюнс Сити (на английски: Dunes City) е град в окръг Лейн, щата Орегон, САЩ. Дюнс Сити е с население от 1360 жители (2007) и обща площ от 9 km². Намира се на 11,9 m надморска височина.